# 賀拔·索柏
老賀拔·M·索柏（英語：Herbert M. Sobel Sr.，1912年1月26日—1987年9月30日）是一位美國軍人，曾在第二次世界大戰於美國陸軍第101空降師第506傘兵團第2營E連服役，參與諾曼底登陸。其事跡被HBO翻拍成迷你影集兄弟连。